# Concurs Reina Elisabet
El Concurs Reina Elisabet és un concurs internacional de música que s'organitza a Bèlgica. Va ser fundat l'any 1937 per la reina Elisabet de Bèlgica. És un dels concursos de més prestigi afiliat a la Federació Mundial de Concursos Internacionals de Música.
Els primeras anys es deia Concurs Eugène Ysaÿe, com a homenatge al violinista i compositor belga Eugène Ysaÿe (1858-1931). El 1951, el concurs va rebre el nom de la seva fundadora, la reina Elisabet (1876-1965).
El concurs té lloc anyalment al més de maig a Brussel·les i està obert a músics joves. S'alternen pianistes, violinistes i cantants. El 2017 es va organitzar per primera vegada un concurs per a violoncel·listes. Fins al 2014 també hi havia un concurs de compositors. La composició guanyadora va servir llavors com a obra final obligatòria per als pianistes o violinistes. Des de l'any 2015 es va suprimir el concurs de composició i d'aleshores ençà s'encarrega l'obra final obligatòria per a piano, violoncel o violí a un compositor belga.
L'únic laureat dels Països Catalans i de tota la península ibèrica fins ara (2023) va ser el compositor valencià Miguel Gálvez-Taroncher el 2007 amb el seu concert per a piano i orquestra La lluna i la mort.